# NGC 6456
NGC 6456 is een elliptisch sterrenstelsel in het sterrenbeeld Draak. Het hemelobject werd op 25 september 1886 ontdekt door de Amerikaanse astronoom Lewis A. Swift.

## Synoniemen
- ZWG 322.4
- ZWG 321.34
- PGC 60729